# Краматорськ (авіабаза)
Авіабаза Краматорськ — аеродром спільного базування на південно-східній околиці міста Краматорськ. На аеродромі несе службу 85-та авіаційна комендатура.

## Історія

### До Другої світової війни
Перша відома дата посадки літака в Краматорську — 25 травня 1930 року. У той день поблизу Краматорська приземлявся літак К-5 із двигуном Хорнет, пілотований М. А. Снегірьовим.
В 1934 році був створений Краматорський аероклуб. Восени 1935 року аероклубом було придбано 2 літаки У-2, почалася підготовка парашутистів. До закриття в 1941 році аероклуб встиг підготувати 2800 пілотів і авіатехніків.

### Під час Другої світової війни
Аеродром поблизу Краматорська активно використовували німці, вони ж його і розбудували. Серед іншого, з аеродрому здійснювалися бомбардування Сталінграду. Летовище було зайняте німцями ймовірно 16 травня 1942, так, 78-му легкому зенітному дивізіону був даний наказ організувати протиповітряну оборону на аеродромі. Летовище мало злітну смугу з природним покриттям 1380 x 1110 метрів. 6—7 вересня 1943 року радянські війська відбили аеродром.
| Дата                           | Частина                                   | Літаки  |
| ------------------------------ | ----------------------------------------- | ------- |
| 14 липня — 23 серпня 1942 року | штаб Kampfgeschwader 55                   | He 111H |
| 14 липня — 5 серпня 1942 року  | 2,3 групи Kampfgeschwader 55              | He 111H |
| Квітень — травень 1943         | 1 група Zerstörergeschwader 1             | Bf 110  |
| 26 квітня — 19 травня 1943     | 3 група Jagdgeschwader 3                  | Bf 109F |
| Квітень — червень 1943         | 7 штурмова група (Румунія)                |         |
| Травень 1943                   | 1 група Sturzkampfgeschwader 2            | Ju 87D  |
| Травень — липень 1943          | 3 група Sturzkampfgeschwader 77           | Ju 87D  |
| Червень — серпень 1943         | 5 ескадрилья Störkampfgruppe Luftflotte 4 |         |
| Липень — серпень 1943          | штаб Nahaufklärungsgruppe 14              |         |
| Серпень — вересень 1943        | 8 штурмова група (Румунія)                |         |

### Після Другої світової війни
З 1953 року на авіабазі базується 636-й винищувальний авіаційний полк на літаках МіГ-15біс. В травні 1960 року полк перейшов на МіГ-17, а в 1970 на Су-15Т.
Після проголошення незалежності України 636-й полк перейшов під юрисдикцію України, 21 серпня 1995 року перетворений на окрему винищувальну ескадрилью, яка була розформована 1 січня 1997 року. Разом із винищувальною ескадрильєю були розформовані 114 окремий батальйон аеродромно-технічного забезпечення та 1196-й окремий батальйон зв'язку і радіотехнічного забезпечення. Замість розформованих частин була сформована 85 авіаційна комендатура та 34 вузол зв’язку і радіотехнічного забезпечення, які надалі були об’єднані в одну військову частину — 85 авіаційну комендатуру.
Після розформування частини аеродром використовувався як запасний та для потреб цивільної авіації. Останніми військовими бортами на летовищі до початку Російсько-української війни була пара Су-27 з 831-ї бригади тактичної авіації, що здійснювали чергування під час проведення Євро 2012.

### Російсько-українська війна
Вже в березні 2014 року, коли стало зрозуміло, існує високий ризик початку бойових дій на Донбасі, охорона аеродрому була підсилена військовослужбовцями 3-го полку спецназу. Регулярно стали прилітати транспортні Ан-26. Невдовзі на летовищі з'явились і вертолітники 16-ї бригади армійської авіації на Мі-8 і Мі-24.
12 квітня 2014 року незаконні збройні формування захопили міста Слов'янськ і Краматорськ, наступного дня було встановлено блок-пост біля Краматорського аеродрому. 15—16 квітня аеродром був зайнятий українськими військами, які організували там оборону. Оборона Краматорського аеродрому тривала 47 днів до звільнення Слов'янська 5 липня.
25 квітня 2014 року диверсійна група бойовиків знищила український Мі-8, що перебував у той час на летовищі.
Після звільнення Слов'янська і Краматорська, на аеродромі почав базуватися штаб АТО.
Під час фінальної стадії боїв за Іловайськ на Краматорський аеродром була перекинута пара Су-25 на чолі з капітаном Владиславом Волошиним, задля оперативнішого реагування на зміну обстановки під час виходу українських підрозділів з оточення.
10 лютого Краматорськ був обстріляний Збройними силами Російської Федерації з БМ-30 «Смерч». Обстрілів зазнав Краматорський аеродром та житлові квартали міста. Загинули 17 осіб, серед яких 7 військовослужбовців Збройних сил України. Поранення отримали 64 особи, серед яких 5 дітей та 15 військовослужбовців. Крім цього, уламками було пошкоджено 2 гелікоптери Мі-24П з 11-ї оБрАА, які знаходились на аеродромі.
21 листопада було повідомлення про завершення відновлення військового летовища у Краматорську фахівці інженерно-аеродромної служби. Загалом, було приведено до ладу штучну та ґрунтову ЗПС, руліжні доріжки, місця стоянки літаків та інші об'єкти — штаб та командно-диспетчерський пункт, ТЕЧ, медичну частину, відновлено засоби радіотехнічного забезпечення, систему водопостачання тощо. Частину цих робіт виконали військовослужбовці авіаційної комендатури аеродрому, фахівці окремого інженерно-аеродромного батальйону із Миколаєва та інших частин.
25 березня 2019 було оголошено про плани відновити аеропорт у Краматорську, але вже 23 травня Міністерство оборони України заявило, що відкривати аеропорт не доцільно до стабілізації ситуації в країні і відновлення контролю над тимчасово окупованими територіями Донецької і Луганської областей.
На Краматорському летовищі базувалися вертольоти ДСНС, залучені до гасіння пожеж на Луганщині восени 2020 року.